# Paraloxopsis korystes
Paraloxopsis korystes är en insektsart som beskrevs av Günther 1932. Paraloxopsis korystes ingår i släktet Paraloxopsis och familjen Diapheromeridae. Inga underarter finns listade i Catalogue of Life.